# Sławomir Gburczyk
Sławomir Gburczyk (ur. 3 grudnia 1946, zm. 27 września 2007) – polski ekonomista i urzędnik państwowy, doktor nauk ekonomicznych, w 1991 podsekretarz stanu w Ministerstwie Rolnictwa i Gospodarki Żywnościowej.

## Życiorys
Uzyskał stopień doktora nauk ekonomicznych, specjalizował się w ekonomice rolnictwa. Pracował w Szkole Głównej Handlowej i Instytucie Ekonomiki Rolnictwa i Gospodarki Żywnościowej – Państwowym Instytucie Badawczym. Od 16 stycznia do 27 grudnia 1991 pełnił funkcję podsekretarza stanu w Ministerstwie Rolnictwa i Gospodarki Żywnościowej. Później był m.in. dyrektorem Spółdzielczego Banku Rozwoju „Samopomoc Chłopska”.
W 2000 odznaczony Złotym Krzyżem Zasługi za wybitne zasługi dla rozwoju bankowości spółdzielczej.
Pochowany na cmentarzu komunalnym Północnym w Warszawie (B-VI-1/5/6).

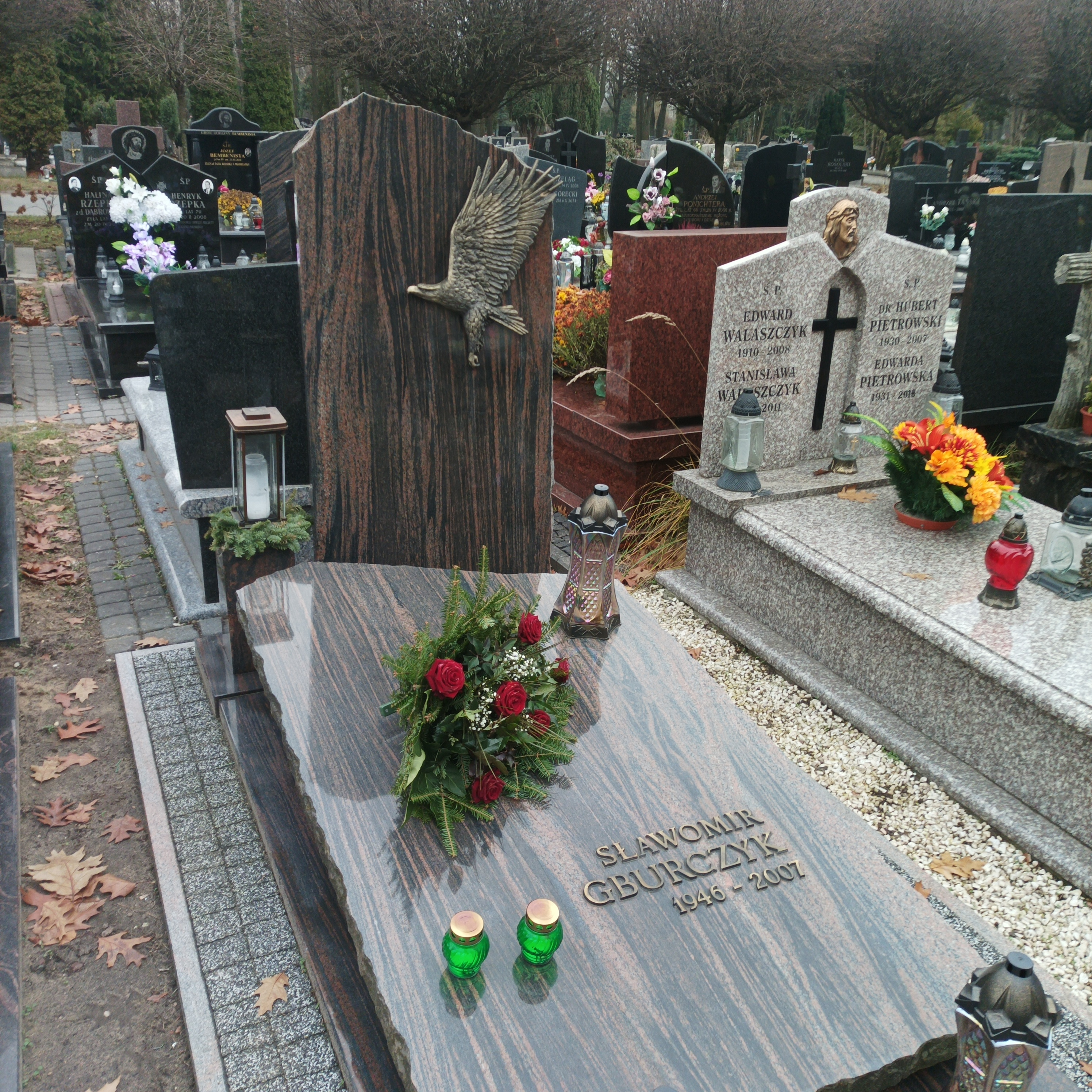
Grób Sławomira Gburczyka na Cmentarzu Komunalnym Północnym w Warszawie